# 藍田南
藍田南（英語：Lam Tin South，取消前代號S11）是香港觀塘區議會下轄的選區，1982年設立，1994年分拆為廣德、康栢及景田三個單議席選區。

## 範圍
取消時選區範圍包括啟田道、當時藍田邨第14及15座之間通道、平田街、慶田街至現時康盈苑向東拉直線至現時德田邨藍田社區綜合大樓的山坡以南範圍，以南擴展至鯉魚門道，直到聖安當女書院以北為止，由於當時碧雲道一帶正在開發中，範圍逹到康瑞苑南界，值得留意的是1991年時橫跨鯉魚門道的匯景花園亦屬藍田南選區範圍內，與其相鄰的選區有翠屏、藍田北、油塘及四山，並且與西貢區以五桂山、照鏡環山相連。

## 沿革
藍田北選區首次出現於1982年區議會選舉，當時全區由藍田邨第1-14座組成，而第15-24座、康田苑、鯉魚門道的觀塘（鯉魚門道）邨等則屬於藍田南選區，基於人口穩定，變化不大，至1994年之前一直是一個單議席選區。當屆選舉由港九工團聯合總會李廷傑以2,487票打敗對手香港公民協會徐澤權的1,925票及無黨派羅惠芳的600票，成為本區第一任區議員。
1985年及1988年區議會選舉，由於未有其他參選人，港九工團聯合總會李廷傑自動當選。
1991年區議會選舉本區吸引到三名參選人，結果由港九工團聯合總會李廷傑以2,388票，多於官塘民眾聯誼會陳永雄及無黨派林秋榮的1,714票及26票當選。
1993年港督彭定康推行政改方案改革區議會，取消所有委任議席及雙議席選區制度，全面實行單議席單票制，並改由選區分界及選舉事務委員會制定，區議會選區數目亦隨人口變動而大幅增加，同時第一代藍田邨則開始清拆，居民遷入九十年代初開發的連德道及碧雲道一帶，原有的單議席藍田南選區分拆為廣德、康栢及景田選區。
1994年區議會選舉，原藍田南區議員李廷傑代表一二三民主聯盟於廣德選區參選，對上再次參選的官塘民眾聯誼會陳永雄，以五成半得票連任成功，其後1999年區議會選舉則未有參選。

## 歷屆議員
| 屆別           | 議員   | 政治聯繫 | 政治聯繫         |
| -------------- | ------ | -------- | ---------------- |
| 1982年－1985年 | 李廷傑 |          | 港九工團聯合總會 |
| 1985年－1988年 | 李廷傑 |          | 港九工團聯合總會 |
| 1988年－1991年 | 李廷傑 |          | 港九工團聯合總會 |
| 1991年－1994年 | 李廷傑 |          | 港九工團聯合總會 |

## 歷屆選舉結果
| 政党   | 政党             | 候选人 | 票数  | %     | ±      |
| ------ | ---------------- | ------ | ----- | ----- | ------ |
|        | 港九工團聯合總會 | 李廷傑 | 2,388 | 57.85 | 不適用 |
|        | 官塘民眾聯誼會   | 陳永雄 | 1,714 | 41.52 | 不適用 |
|        | 無黨派           | 林秋榮 | 26    | 0.63  | 不適用 |
| 多数票 | 多数票           | 多数票 | 674   | 16.33 | 不適用 |

}}
| 政党   | 政党             | 候选人 | 票数     | %      | ±      |
| ------ | ---------------- | ------ | -------- | ------ | ------ |
|        | 港九工團聯合總會 | 李廷傑 | 自動當選 | 不適用 | 不適用 |
| 多数票 | 多数票           | 多数票 | 不適用   | 不適用 | 不適用 |

| 政党   | 政党             | 候选人 | 票数     | %      | ±      |
| ------ | ---------------- | ------ | -------- | ------ | ------ |
|        | 港九工團聯合總會 | 李廷傑 | 自動當選 | 不適用 | 不適用 |
| 多数票 | 多数票           | 多数票 | 不適用   | 不適用 | 不適用 |

| 政党   | 政党             | 候选人 | 票数  | %     | ±      |
| ------ | ---------------- | ------ | ----- | ----- | ------ |
|        | 港九工團聯合總會 | 李廷傑 | 2,487 | 49.62 | 新選區 |
|        | 公民協會         | 徐澤權 | 1,925 | 38.41 | 新選區 |
|        | 無黨派           | 羅惠芳 | 600   | 11.98 | 新選區 |
| 多数票 | 多数票           | 多数票 | 562   | 11.21 | 新選區 |